# Johann Werner von Veyder

Weihbischof Johann Werner de Veyder

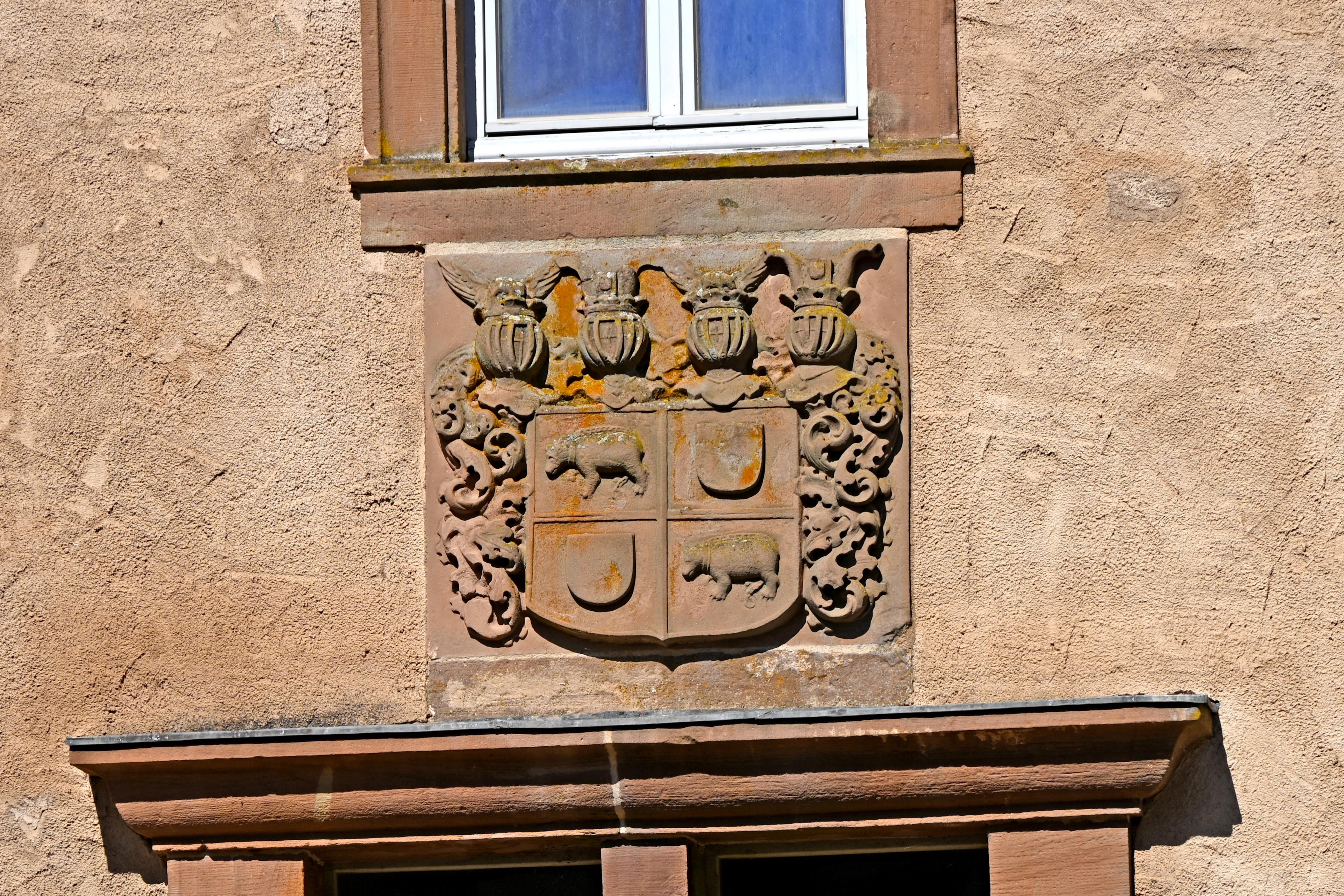
Schloss Malberg, Wappen von Johann Werner von Veyder am Renaissance-Altbau

Johann Werner de Veyder (* 2. Dezember 1657 in Neumagen/Mosel; † 30. Oktober 1723 in Köln) war Weihbischof und Generalvikar des Erzbistums Köln.

## Leben
Nachdem de Veyder am 16. November 1682 in Pont-à-Mousson das Lizentiat beider Rechte erworben hatte, empfing er am 8. September 1694 die Priesterweihe und wurde noch im selben Jahr Domherr in Köln. Schon am 17. Januar 1695 durch den Erzbischof von Köln, Joseph Clemens von Bayern, zum Generalvikar ernannt, erhielt er zudem 1695 die Propstei in Meschede in Westfalen. Da der Erzbischof keinerlei Weihen empfangen hatte, ernannte er de Veyder am 30. April 1698 zum Coadministrator in spiritualibus, womit ihm quasi die geistliche Leitung des Erzbistums übertragen wurde. Diese Machtfülle erweiterte sich noch, als er durch Papst Clemens XI. am 12. November 1703 zum Titularbischof von Eleutheropolis in Macedonia und Weihbischof in Köln ernannt wurde. Wenige Tage später, am 16. November 1703, erhielt er zudem das päpstliche Indult, sich von einem Bischof und Äbten die Bischofsweihe spenden zu lassen. Hieraufhin weihte ihn der Nuntius Giulio Piazza, der seinen Sitz in Köln hatte, am 2. April 1704 in der Jesuitenkirche St. Maria Himmelfahrt zum Bischof. Für die Mission in Holpe stiftete er zudem ein Kapital, das jährlich 60 Reichstaler abwarf, und somit als Weihetitel dienen konnte.
Durch seine Stellung und den dadurch bedingten Einfluss konnte de Veyder den Familienbesitz beträchtlich vermehren. Als Folge dieses Wohlstandes ließ er die Burg in Malberg bei Kyllburg, dessen dazugehörige Herrschaft 1681 an die Familie de Veyder gefallen war, von dem Düsseldorfer Hofarchitekten Matteo Alberti in den Jahren 1706/07 bis 1715 zu einer repräsentativen Schlossanlage umbauen.
Seit 1721 verschlechterte sich der Gesundheitszustand de Veyders, sodass er an den Quatembertagen des Herbstes 1721 aus gesundheitlichen Gründen nicht in der Lage war, die Weihen der Kleriker zu spenden und sich hierbei durch den Nuntius Vincenzo Santini vertreten ließ. Im September 1723 sah sich de Veyder gesundheitlich nicht in der Lage, allen 120 Weihekandidaten die Weihen zu spenden, sodass er sich erneut durch den Nuntius, diesmal Gaëtano Cavalieri, vertreten lassen musste, der zudem den zweiten Weihetermin Ende September des Jahres übernahm. Der Weihbischof verstarb noch im selben Jahr und fand seine letzte Ruhestätte im Kölner Dom. Sein prächtiges Epitaph befindet sich an der Südwand der Marienkapelle.